# Marius Wolf
Marius Wolf (nascut el 27 de maig de 1995) és un futbolista professional alemany que juga com a lateral dret al club de la 1. Bundesliga FC Augsburg i a la selecció alemanya.

## Carrera de club

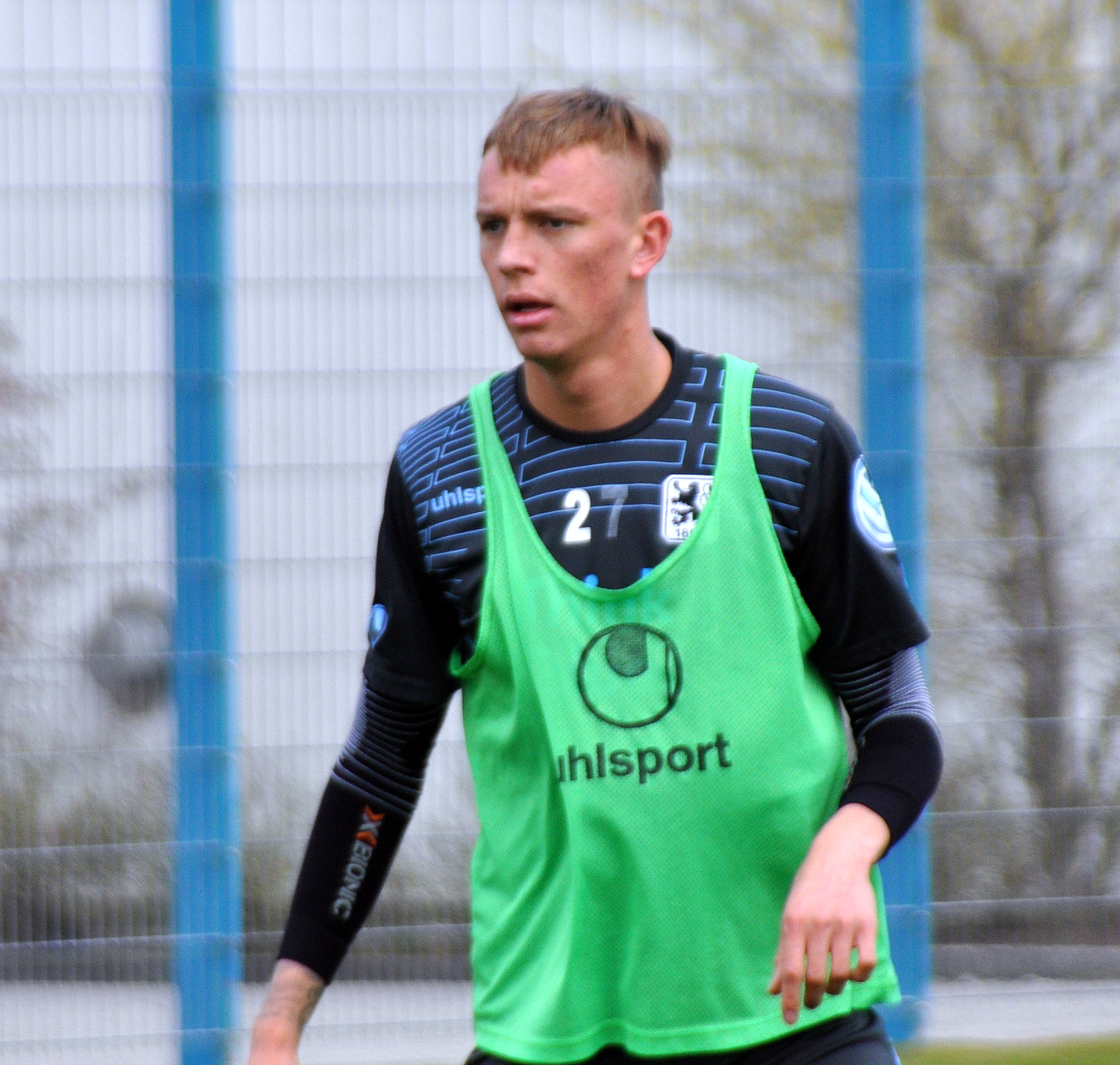
Wolf amb el 1860 Munich el 2015

Wolf és un exponent del sistema juvenil del 1860 Munich. Va fer el seu debut a la 2. Bundesliga el 26 d'octubre de 2014 contra el Braunschweig en una derrota a casa per 2-1, sent substituït per Valdet Rama al minut 72. El 21 de febrer de 2015, Wolf va marcar el seu primer gol com a professional en una victòria a casa per 2-1 contra el St. Pauli, quan va portar el seu equip a un avantatge de 2-0 assistit per Daniel Adlung. Es va traslladar al Hannover 96 el 8 de gener de 2016.
Va ser cedit pel Hannover a l'Eintracht Frankfurt el gener de 2017. El seu contracte de cessió es va ampliar per a la temporada 2017-18 de la Bundesliga. El gener de 2018, l'Eintracht Frankfurt va exercir l'opció de fitxar-lo de forma permanent i hi va signar un contracte fins al juny de 2020.
El 28 de maig de 2018, Wolf es va unir al Borussia Dortmund amb un contracte de cinc anys per una quota de 5 milions d'euros. El 18 de setembre, va fer el seu debut a la Lliga de Campions en una victòria per 1-0 fora del Club Brugge durant la temporada 2018-19.
El 2 de setembre de 2019, Wolf va ser cedit a l'Hertha BSC per a la temporada 2019-20. El 2 d'octubre de 2020 es va incorporar a 1. FC Köln cedit per a la temporada 2020-21. Wolf va tornar més tard al seu club matriu, el Borussia Dortmund, i va començar a jugar com a lateral. El 18 de maig de 2024, el Borussia Dortmund va anunciar que Wolf deixarà el club després de la temporada.

## Carrera internacional
El 12 de novembre de 2015, Wolf va jugar un partit amb Alemanya sub-20 en una derrota per 2-0 contra Itàlia sub-20 durant el Torneig de les Quatre Nacions.
El 17 de març de 2023 va rebre la seva primera convocatòria oficial a la selecció alemanya sènior per als amistosos contra el Perú i Bèlgica.

## Palmarès
Eintracht Frankfurt
- DFB-Pokal: 2017–18[13]

Borussia Dortmund
- DFL-Supercup: 2019